# La Tactique du peuple

La Tactique du peuple, dont le sous-titre est Nouveau principe pour les évolutions militaires, par lequel le peuple peut facilement apprendre à combattre par lui-même et pour lui-même, sans le secours dangereux des troupes réglées, est une œuvre de John Oswald publiée au XVIIIe siècle.